# Le Mans Daytona h

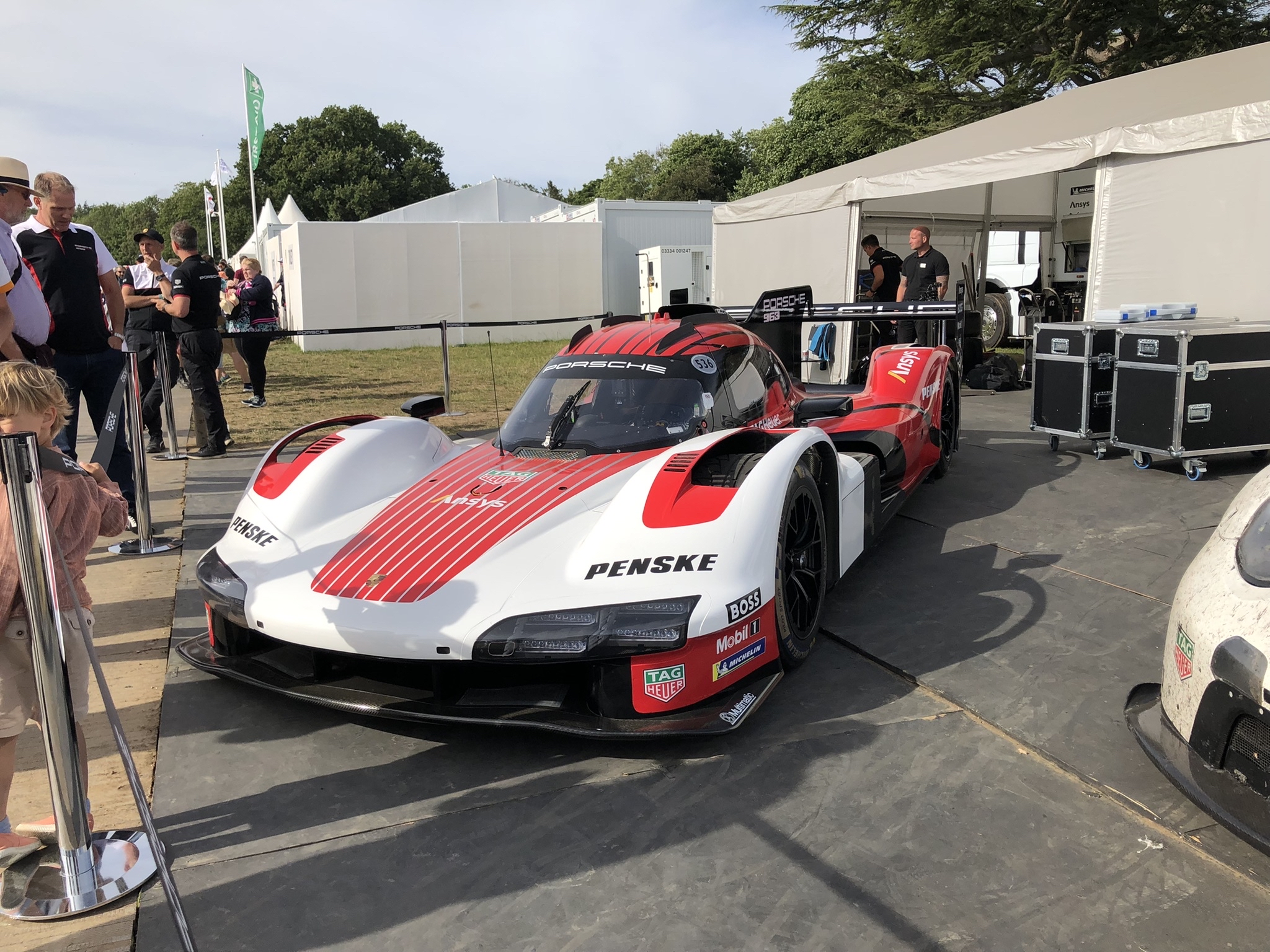
Porsche 963 de la catégorie LMDh.

Le Mans Daytona h (LMDh) est une règlementation technique de voitures de compétition de type sport-prototypes conçues pour participer au championnat du monde d'endurance FIA (WEC) ainsi qu'aux compétitions IMSA, à compter de la saison 2022 pour le FIA WEC et de la saison 2023 pour l'IMSA.
LMDh et LMH (Le Mans Hypercar) sont deux types de voitures qui forment la catégorie reine Hypercar en championnat du monde WEC, en remplacement de l'ancienne catégorie LMP1.
Dans le championnat américain IMSA, cette même catégorie reine est appelée GTP, en remplacement de la catégorie Daytona Prototype International (DPi).

## Histoire
Cette nouvelle catégorie est dévoilée le 20 janvier 2020 en marge des 24 Heures de Daytona, lors d'une conférence de presse commune entre l'IMSA  et l'ACO.
Audi, Porsche, Acura, BMW, Cadillac, Alpine et Lamborghini ont successivement déclaré leur engagement dans cette catégorie.
Peugeot Sport a longtemps entretenu le doute quant à sa participation à la catégorie LMDh plutôt qu'à la catégorie LMH (plus onéreuse à développer) avant de trancher pour le développement d'une LMH, lors de la conférence de presse de l’édition 2020 des 24 Heures du Mans.
McLaren est intéressée par le projet depuis le début de la convergence entre l'ACO et l'IMSA. Une participation est possible pour 2027.
En mars 2022, Audi met son projet LMDh en pause sans pour autant l'annuler. À ce stade, aucun communiqué n’est publié quant à la reprise ou l'arrêt du projet dans les années à venir.

## Règlement technique
L'objectif de ce règlement est de créer une catégorie permettant la compétition entre les deux plateformes LMH et LMDh,,,. Les équipes pourront alors concourir en WEC et en IMSA avec la même voiture.
Les LMDh doivent être basées sur l'un des quatre châssis acceptés en LMP2 (Oreca, Ligier Automotive, Dallara ou Multimatic). Les concurrents les équipent d'un moteur de leur choix, ainsi que d'un système hybride standard (commun à tous les concurrents). Les carrosseries peuvent utiliser les codes graphiques des véhicules de série de la marque dont ils défendent les intérêts.
Afin de garantir la compétitivité de toutes les voitures, l'ACO et la FIA ont défini, entre autres, les principes suivants :
- Poids minimum : 1 030 kg ;
- Puissance totale moyenne du groupe motopropulseur : 500 kW (680 ch).

La réglementation (mai 2020) impose un système hybride standard de 50 kW (67 cv).

## Constructeurs
Les constructeurs engagés actuellement ou dont la participation est confirmée sont les suivants (avec en gras les écuries d’usine officielles) :
| Constructeur | Modèle      | Photo | Équipe WEC                                                   | Équipe IMSA                                                                               | Châssis    | Année de début |
| ------------ | ----------- | ----- | ------------------------------------------------------------ | ----------------------------------------------------------------------------------------- | ---------- | -------------- |
| Acura        | ARX-06      |       | -                                                            | Meyer Shank Racing (2023, 2025) Wayne Taylor Racing (2023-2024)                           | Oreca      | 2023           |
| Alpine       | A424        |       | Alpine Endurance Team                                        | -                                                                                         | Oreca      | 2024           |
| BMW          | M Hybrid V8 |       | BMW M Team WRT (2024)                                        | BMW M Team RLL                                                                            | Dallara    | 2023           |
| Cadillac     | V-Series.R  |       | Cadillac Racing (2023-2024) Cadillac Hertz Team Jota (2025)  | Cadillac Racing (2023-2024) Whelen Engineering Racing Cadillac Wayne Taylor Racing (2025) | Dallara    | 2023           |
| Ford         | A définir   | -     | A définir                                                    | -                                                                                         | Oreca      | 2027           |
| Genesis      | GMR-001     |       | Genesis Magma Racing                                         | Genesis Magma Racing (2027)                                                               | Oreca      | 2026           |
| Lamborghini  | SC63        |       | Lamborghini Iron Lynx                                        | Lamborghini Iron Lynx Automobili Lamborghini Squadra Corse (2025)                         | Ligier     | 2024           |
| McLaren      | A définir   |       | McLaren United AS                                            | -                                                                                         | Dallara    | 2027           |
| Porsche      | 963         |       | Porsche Penske Motorsport Hertz Team Jota Proton Competition | Porsche Penske Motorsport JDC Miller Motorsports Proton Competition                       | Multimatic | 2023           |

Constructeurs dont les projets ont été abandonnés ou sont non-confirmés :
| Constructeur | Modèle | Équipe WEC | Équipe IMSA | Châssis    | Année | Commentaires                                         |
| ------------ | ------ | ---------- | ----------- | ---------- | ----- | ---------------------------------------------------- |
| Audi         | -      | WRT        | WRT         | Multimatic | 2023  | Report de WRT sur BMW à la suite de l'abandon d'Audi |